# Lyngbya
Genre
Lyngbya est un genre de cyanobactéries (anciennement appelées algues bleues) filamenteuses de la famille des Oscillatoriaceae.
Selon les espèces, elles occupent le milieu marin ou les eaux douces. En milieu dulçaquicole, en cas de pollution par excès de phosphate, les filaments se développent fortement.
Certaines espèces peuvent causer des irritations de la peau, d'autres fabriquent des toxines qui, ingérées, suivent la chaîne trophique et rendent les poissons toxiques (ichtyosarcotoxisme), mortels même, surtout les espèces se trouvant au sommet des pyramides alimentaires. Voir aussi la ciguatera. 

## Liste d'espèces
Selon ITIS (30 mars 2018) :
- Lyngbya aerugineo-caerulea (Kuetz.) Gomont
- Lyngbya aestuarii (Mert.) Lieb.
- Lyngbya birgei
- Lyngbya circumcrerta G. S. West
- Lyngbya cirularis
- Lyngbya confervoides C. A. Agardh Ex Gomont
- Lyngbya contorta Lemm
- Lyngbya diguetii Gomont In Hariot, 1895
- Lyngbya epiphytica Hieronymus, 1900
- Lyngbya ferruginea G. S. West
- Lyngbya gracilis
- Lyngbya hieronymusii Lemmermann
- Lyngbya hummellii Borge
- Lyngbya kuetzingii
- Lyngbya lagerheimia (Moebius) Gomont
- Lyngbya latissima Prescott, 1944
- Lyngbya limnetica Lemmermann
- Lyngbya lutea
- Lyngbya major Memegh.
- Lyngbya majuscula
- Lyngbya martensiana
- Lyngbya nana Tilden
- Lyngbya nordgaardii Wille, 1918
- Lyngbya ochracea (Kuetzing) Thuret
- Lyngbya penicillata Kutz.
- Lyngbya perelegans Lemmermann
- Lyngbya pseudospirulina Pascher, 1925
- Lyngbya purpurea (Hooker and Harvey) Gomont
- Lyngbya putealis Mont.
- Lyngbya rivulariarum
- Lyngbya semiplena
- Lyngbya spirulinoides Gomont
- Lyngbya subtilis
- Lyngbya subtillissima
- Lyngbya taylori Drouet and Strickland
- Lyngbya versicolor (Whartm.) Gomont